# Shagamu
Shagamu è una città della Repubblica Federale della Nigeria appartenente allo stato di Ogun. 
È il capoluogo dell'omonima area a governo locale (local government area) che si estende su una superficie di 614 km² e conta una popolazione di 253.412 abitanti.